# Gheorghe Popilean
Gheorghe Popilean (1935 - ) este un om de afaceri român controversat care trăiește la București.
În anul 1992 a fost candidatul Partidului Republican Creștin la alegerile prezidențiale din România. Între 1992-1994 a operat o schemă de investiții financiare tip piramidă, promițând depunătorilor dobânzi peste cele practicate pe piață. A fost condamnat la 4 ani închisoare. După punerea lui în libertate a fost arestat pentru noi învinuiri de înșelăciune, dar eliberat după scurt timp. În prezent dă servicii de consultanță despre obținerea de fonduri UE.

## Firma Mondoprosper și „exilul” în Budapesta
A înființat S.C. Mondoprosper S.R.L. prin care a început strângerea de fonduri de bani de la persoane particulare și firme, cu promisiunea unei dobânzi lunare de 10% (210% pe an).
În vara anului 1993 și-a mutat reședința la Budapesta, unde a înființat o altă societate comercială cu răspundere limitată: "Gy and GyP Kft.", în care deținea un procent de afaceri de 90% (restul de 10% era deținut de o persoană particulară neimplicată în afaceri). În scurt timp a publicat două tipuri de anunțuri în cotidienele naționale maghiare: pe de o parte căuta angajați și parteneri comerciali pentru activitatea de export-import a firmei, iar pe de altă parte căuta investitori care erau dispuși să-i împrumute bani contra unei dobânzi atrăgătoare de 210% pe an. Impresia de încredere era asigurată de autoturismul Mercedes, două secretare tinere, și mai mulți bodyguarzi angajați subit. Tot de aici, în același an a trimis o scrisoare președintelui Ion Iliescu, în care se declara dispus să salveze schema Caritas, menționând că prăbușirea schemei și scandalul financiar care ar urma ar periclita însăși existența statului român.
La Budapesta a făcut pași pentru organizarea de scheme similare în Bulgaria, Grecia și Thailanda, și invocând persecuția sa politică în România a trimis o scrisoare prin care cerea audiență de la președintele Uniunii Europene.

## Urmărire penală
La 4 februarie 1994 Garda Financiară a descins la sediul Mondoprosper, de unde a confiscat banii firmei, din care valută convertibilă în valoare de aproape trei milioane dolari. În fata sediului, erau deja adunate 150 de persoane îngrijorate că nu-și vor mai recupera banii depuși. La 28 aprilie 1994 Judecătoria Sectorului 2 a dispus în procesul Mondoprosper - Garda Financiară restituirea sumelor confiscate. La 13 iulie 1994 salariații firmei Mondoprosper au început demonstrații în fața Senatului, pentru recuperarea banilor de la Garda Financiară. La 26 august 1994 Parchetul General a emis mandat de arestare preventivă pentru Gheorghe Popilean, în urma unei expertize contabile ce demonstra o gaură de 1,5 milioane dolari în firma Mondoprosper. La 22 decembrie 1994 Doru Popilean, fiul patronului, a fost arestat pentru folosirea ilegală a creditului societății Mondoprosper. La 9 ianuarie 1995 Asociația depunătorilor la Mondoprosper a făcut demersuri pentru recuperarea banilor. Pentru a intra in posesia lor, păgubiții aveau nevoie de hotărâri judecătorești individuale. La 27 februarie 1996 Gheorghe Popilean declara în instanță că nu dă socoteală ce a făcut cu banii firmei. La 27 noiembrie 1996 Doru Popilean este condamnat la trei ani închisoare. La 
23 decembrie 1996 Gheorghe Popilean este condamnat și el la trei ani închisoare. La 2 decembrie 1997 Gheorghe Popilean a fost eliberat în urma unei decizii a Tribunalului București, pe motiv că infracțiunile din ultimele două dosare sunt concurente.

## Din nou liber
În 1999, doi ani după ieșirea sa din închisoare, Popilean s-a hotărât să revigoreze din nou societatea Mondoprosper (București, str. Gabroveni nr. 55). A dat la ziar următorul anunț: „Grup multinațional de firme (în formare) angajează prin selecție economiști, juriști, ingineri, retribuția 300-1.000 USD, referenți, secretare, merceologi, retribuția 150-500 USD, vânzători (în magazin, piețe și tonete), agenți comerciali, agenți publicitari (preferabil să aibă spațiu comercial sau de depozitare, casă la curte sau apartament stradal la parter), retribuția 100-1.000 USD.”
Cei care s-au prezentat la sediul firmei (caracterizat drept "un imobil insalubru" de către ziariști) erau angajați cu condiția să depună trei milioane de lei "garanție” (sub motivul, că „În cazul în care viitorul salariat pierde acte ale companiei, costurile pentru refacerea acestora se scad din acea garanție”). Pentru un post de consilier marketing, remunerația oferită de patron era de doua milioane brut, chiar dacă în anunț acest post intra în categoria de 300-1.000 USD. Mai mult, contractul se încheia pe trei luni, și nu pe termen nelimitat.
Registrul Comerțului a informat ziariștii, că Gheorghe Popilean, unicul acționar al SC Mondoprosper SRL, nu a depus nici un bilanț contabil al firmei sale în nici un an, de la înființare (17 iulie 1991) și până în 1999.
La 28 noiembrie 2000, Gheorghe Popilean, acuzat în cel de-al treilea dosar penal că a înșelat peste 10.000 de oameni cu aproximativ două milioane de dolari, a fost condamnat de către instanța Curții de Apel București să execute o pedeapsă de patru ani de închisoare. Popilean a fost trimis în judecată după ce, în perioada 1992-1994, a indus în eroare peste 10.000 de persoane, de la care a obținut 1.800.900 de dolari, 446.247 de lei și 155.121 de forinți. Parchetul a reținut în cazul lui Popilean că acesta a săvârșit infracțiunile de delapidare și însușirea, folosirea sau traficarea, de către un funcționar, în interesul propriu sau ori pentru altul, de bani, valori sau alte bunuri pe care le gestionează sau le administrează. Gheorghe Popilean a mai fost condamnat în alte doua dosare, la câte trei ani de închisoare.
Împreună cu Gheorghe Popilean a fost condamnat și fiul său, Doru. Potrivit Mediafax, primul dosar trimis instantei a fost cel în care Gheorghe Popilean, în calitate de patron al „Mondoprosper Impex” SRL, a organizat, în perioada decembrie 1992 - aprilie 1994, o activitate bancara neautorizata, în lei și valută. Pentru faptele din România, Gheorghe Popilean a fost condamnat definitiv la trei ani de închisoare pentru înșelăciune, prejudiciul fiind estimat la peste 110 milioane de lei.
A fost eliberat din nou din penitenciar în 2002, ultimele 100 de zile din pedeapsă fiind grațiate condițional.

## "Comisar" la "Comisariatul Național Anticorupție”
În cursul anului 2004 a înșelat mai multe societăți comerciale, după ce și-a arogat titulatura de „comisar la Comisariatul Național Anticorupție”, o instituție care nu exista.
A fost prins în flagrant delict la începutul lunii ianuarie 2005, după ce patronul unei firme din Capitala a reclamat la Secția 16 Poliție că a fost sunat, în urma cu o zi, de o persoană care s-a recomandat ca fiind „comisar la Comisariatul Național Anticorupție”. „Comisarul”, de 70 de ani s-a prezentat la firmă, însoțit de o femeie, și i-a arătat patronului câteva acte, evident false, de la „Comisariatul Național Anticorupție” și i-a spus acestuia că, potrivit unei ordonanțe, firmele sunt obligate să facă sponsorizări către ONG-uri și fundații și l-a determinat pe patron să încheie un contract de sponsorizare, de 40 de milioane de lei, în favoarea Uniunii Civice „Solidaritatea Românilor”, al cărui președinte este Popilean. El a fost prins de polițiști după ce a primit de la un patron 40 de milioane de lei drept sponsorizare pentru Comisariatul Național Anticorupție, un organism inventat. Incredibila poveste s-a terminat la Secția 16, unde anchetatorii au stabilit că Popilean a procedat la fel și cu administratorii altor trei firme de la care a primit bani și contactase alți patru patroni.
Gheorghe Popilean a fost reținut și este acuzat de înșelăciune.,,
După numai câteva zile, potrivit procurorului Marius Iacob de la Parchetul de pe lângă Tribunalul București, „Parchetul Sectorului 4 a emis, în primele zile ale lunii ianuarie, un mandat de arestare de 29 de zile pe numele lui Popilean. Ulterior, acesta a făcut recurs, care a fost admis de magistrații Tribunalului București, pe considerente de vârstă, la data de 11 ianuarie”. Procurorul Iacob a precizat că Popilean mai este cercetat în alte două dosare și că este foarte posibil să se emită noi mandate de arestare pe numele lui.
Comisarul-șef Lucian Guran, director general adjunct al Politiei Municipiului București, spune că nu are cum să îl „lege” pe reputatul recidivist Gheorghe Popilean, protagonistul mega-escrocheriei Mondoprosper, chiar dacă faptele acestuia sunt de notorietate. E nevoie de martori care să facă reclamație, să dea declarații peste declarații în fața procurorilor și, ulterior, a judecătorilor.

## "Consultant" în fonduri UE prin: UCSRP
Din primăvara anului 2007 Gheorghe Popilean a început să ofere (în biroul din str. Pescărușului nr. 10 ) "consultanță" contra sumei de două milioane de lei oră despre fondurile europene. Popilean declara: „Am mai lucrat cu fonduri europene, sigur că da. Am experiență. Tot ce aveți dumneavoastră de făcut este să veniți la mine cu actele complete ale firmei, cu copii după bilanțurile pe 2005 și 2006 și discutăm aici. Vă spun, în funcție de actele pe care mi le aduceți, la ce fonduri vă încadrați anul acesta”. Poplilean admite cu nonșalanță că este aceeași persoană cu fondatorul jocului Mondoprosper, dar spune că, pe atunci, a fost o victimă căreia i s-a înscenat totul. „Da, eu sunt cel cu Mondoprosper, dar să știți că, legat de jocul acela, părerile sunt împărțite... A fost, de fapt, o campanie de denigrare politică a mea”, se lamentează Popilean.
Angajații "firmei" "Uniunea Civică Solidaritatea Românilor de Pretutindeni pentru Apărarea Drepturilor Omului și Ajutor Umanitar – Institutul Național pentru Finanțarea Agenților Economici" condusă de Popileanu au trimis sesizări la Garda Financiară, Ministerul Muncii, Curtea de Conturi și Administratia Financiară a sectorului 1, reclamând faptul că angajatorul nu le-a înregistrat contractele la Camera de Muncă, nu a plătit contribuțiile privind asigurările de sănătate, sociale, impozite, șomaj, nu a depus declarațiile salariale la Inspectoratul Teritorial de Muncă. De asemenea, ei reclamă, că institutul lui Popilean ("Institutul National pentru Finanțarea Agenților Economici", INFAE) nu deține un sistem de evidență contabilă conform legii și nici măcar registru de casă. "Conform surselor noastre, până săptămâna trecută nici un dosar aparținând celor peste 1000 de societăți comerciale care au plătit comisioane lui Popilean nu a fost depus. Gheorghe Popilean nu a putut fi contactat pentru a-și exprima punctul de vedere referitor la situația descrisă. Cei interesați ar putea încerca să-l găsească la adresa: Str. Schitul Golești "Drumul Belșugului" Nr. 72H, Sector 6, cartier Militari, București sau telefonic la 0766637083.
Mai nou, este în spatele unui ONG intitulat pompos Grupul pentru Investigații Economico-Financiare, prin intermediul căruia angajații sună firme ale căror date de contact le iau de pe site-uri oficiale și solicită suma de 500 ron pentru încheierea unui contract de consultanta în vederea accesării de fonduri europene nerambursabile în valoare de până la 200.000 de euro. După ce victima escrocheriei plătește acești 500 de ron este contactata din nou telefonic și i se pretinde un avans de minim 1000 de euro în vederea demarării efective a proiectului. Deja cazul acestui nou ONG este dezbătut pe multe forumuri și blog-uri, este ciudat că reușește să opereze în continuare.

## Activitate politică, observator la alegeri
În 2008 Popilean a întemeiat  Partidul Radical Social Democrat, care „este  un partid de stânga, un partid al țăranilor, al muncitorilor, al funcționarilor și al celor mulți care suportă povara tranziției de la comunism la capitalism și militează pentru introducerea domniei legii“.
Popilean a înființat în 2004 Uniunea Civică Solidaritatea Românilor de Pretutindeni pentru Apărarea Drepturilor Omului și Ajutor Umanitar (UCSRPADOAU) care a participat ca observator la alegerile locale din 2008
Organizația condusă de el a acreditat pentru alegerile locale 66 de observatori, patru dintre aceștia urmând să se prezinte la secțiile de vot din București, restul fiind împrăștiați prin țară. 
Cât privește trecutul, Popilean a declarat: „Este un caz încheiat. Am fost închis trei ani și trei luni. Am fost plecat în străinătate în exil și am revenit pentru a înființa fundația”. „În cazul «Mondoprosper» a fost vorba de o răzbunare. Când am înregistrat Partidul Republican Creștin am bătut cu pumnul în masă, cerând ca Iliescu și Roman să plece”.
Popilean are intenția să înființeze și un ziar, intitulat „Forța Civică”